# Tschernjatyn (Schmerynka)
Tschernjatyn (ukrainisch Чернятин; russisch Чернятин Tschernjatin, polnisch Czerniatyn) ist ein Dorf im Westen der ukrainischen Oblast Winnyzja mit etwa 1600 Einwohnern (2001).

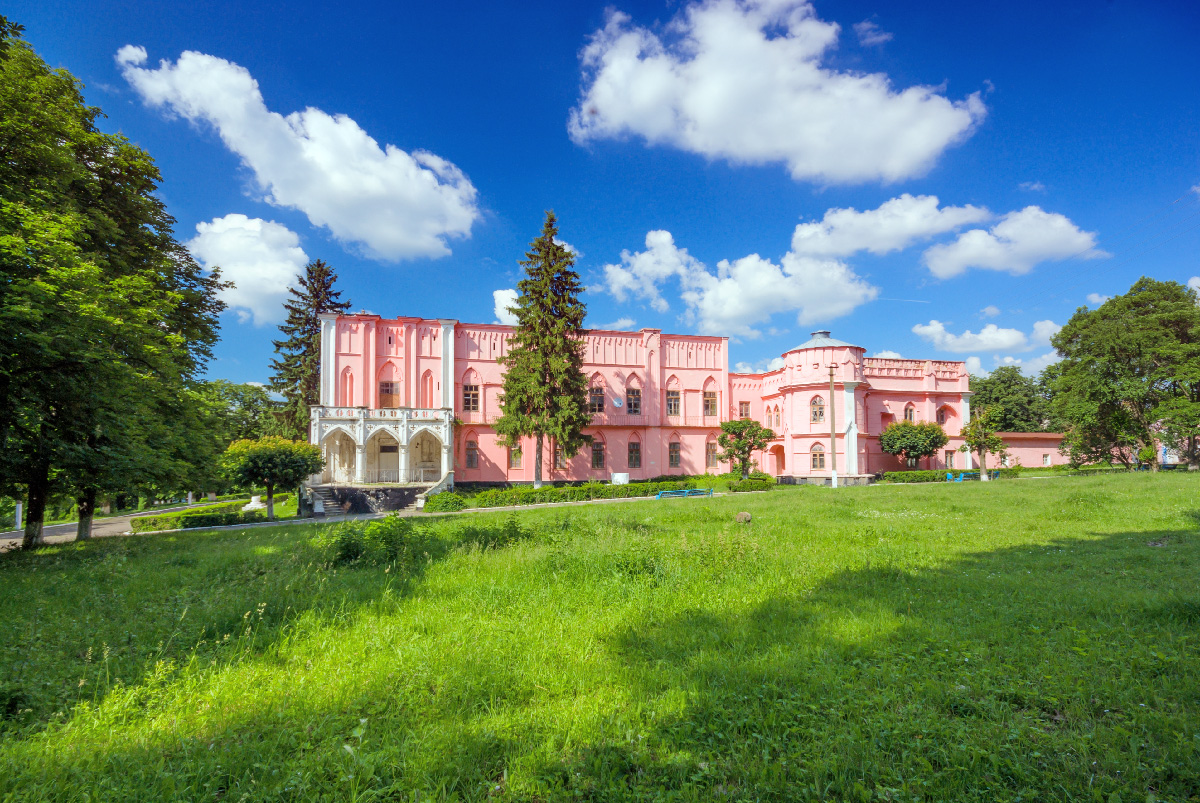
Witosławski-Schloss im Dorf

Das im 17. Jahrhundert in der historischen Landschaft Podolien gegründete Dorf wurde nach dem ersten Siedler des Dorfes, einem Kosaken namens Tschernjak (Черняк) benannt. Später ließen sich hier auch Altgläubige nieder. Vom Ende des 18. Jahrhunderts an gehörte das Dorf der polnischen Magnatenfamilie Witosławski, die sich, wohl um 1820, in der Ortschaft ein Schloss in einem repräsentativen Park errichteten.

## Geografische Lage
Die Ortschaft liegt auf einer Höhe von 282 m am Ufer des Riw, einem 104 km langen, rechten Nebenfluss des Südlichen Bugs, einen Kilometer westlich vom Gemeindezentrum Seweryniwka, 15 km westlich vom Rajonzentrum Schmerynka und 50 km südwestlich vom Oblastzentrum Winnyzja.
Durch das Dorf verläuft die Territorialstraße T–02–41.
Am 9. September 2016 wurde das Dorf ein Teil der neugegründeten Landgemeinde Seweryniwka, bis dahin bildete es zusammen mit den Dörfern Sloboda-Tschernjatynska (Слобода-Чернятинська) und Tokariwka (Токарівка) die gleichnamige Landratsgemeinde Tschernjatyn (Чернятинська сільська рада/Tschernjatynska silska rada) im Westen des Rajons Schmerynka.